# Каракалпак (Туркестанская область)
Каракалпак (каз. Қарақалпақ) — село в Сарыагашском районе Туркестанской области Казахстана. Входит в состав Жылгинского сельского округа. Код КАТО — 515463300.

## Население
В 1999 году население села составляло 934 человека (484 мужчины и 450 женщин). По данным переписи 2009 года, в селе проживали 953 человека (504 мужчины и 449 женщин).